# Ocean Nova
L’Ocean Nova est un bateau de croisière destiné aux régions polaires. Il a été construit au Danemark en 1992 sous le nom de Sarpik Ittuk.

## Histoire
L’Ocean Nova est un navire de croisière destiné aux régions polaires. Il a été construit au Danemark en 1992 sous le nom de Sarpik Ittuk.

### Échouement
Le 17 février 2009 à 4 heures 30, alors que l’Océan Nova effectue une croisière dans l'océan Austral, il s'échoue approximativement à 1 mille de la péninsule Antarctique près de la base antarctique San-Martín. Après deux tentatives, le navire réussit à se libérer à marée haute le lendemain, mais il est également évacué. Après une inspection de la coque sur le site de l'accident par des plongeurs, aucun dommage n'est constaté sur la coque.

## Galerie

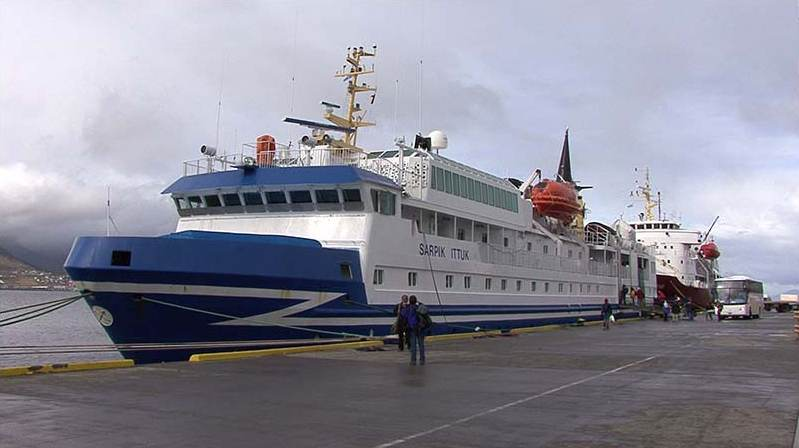
Le Sarpik Ittuk amarré à Ushuaïa